# Elaphe quadrivirgata
Elaphe quadrivirgata este o specie de șerpi din genul Elaphe, familia Colubridae, descrisă de Heinrich Boie în anul 1826. Conform Catalogue of Life specia Elaphe quadrivirgata nu are subspecii cunoscute.

## Galerie

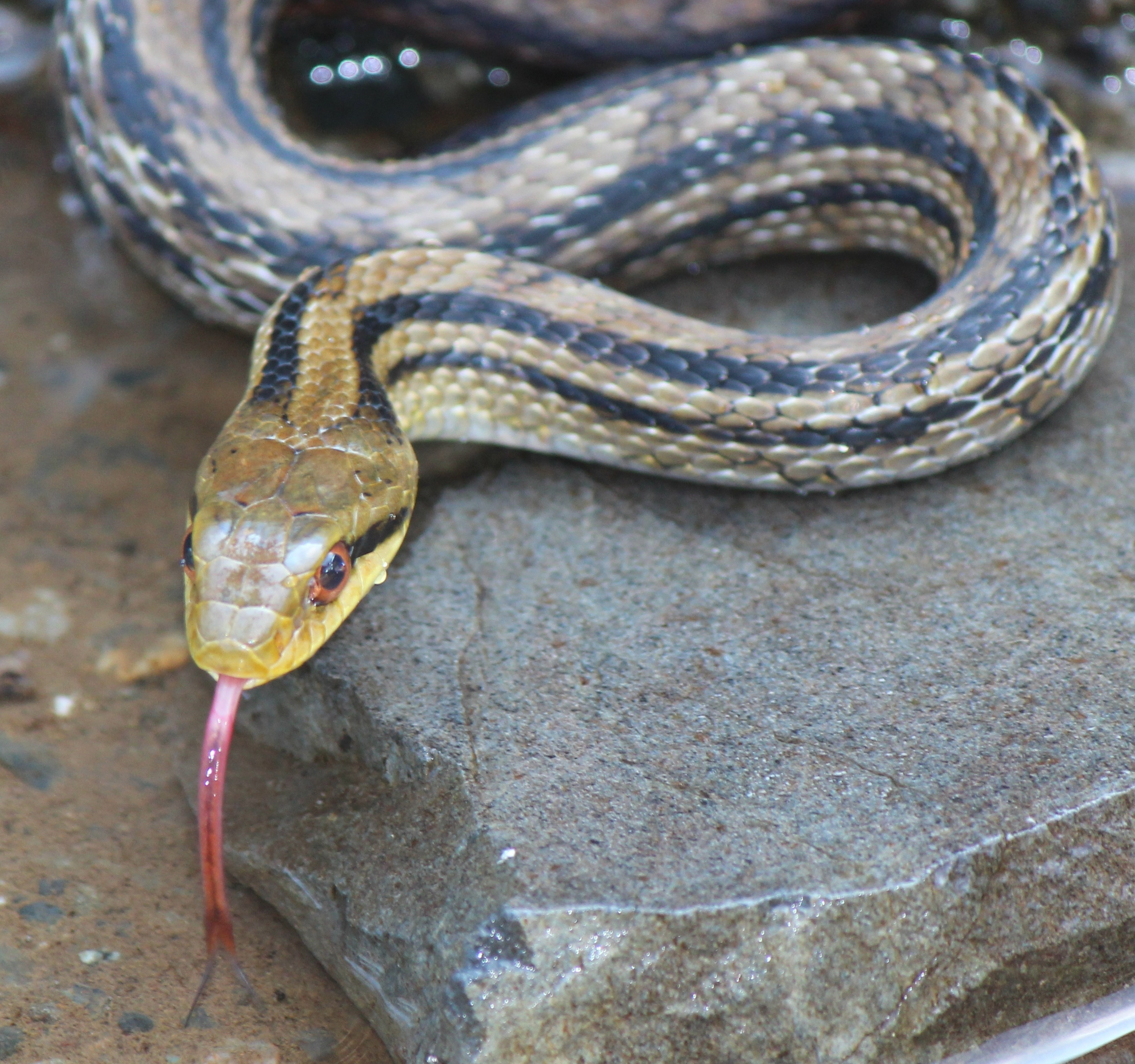
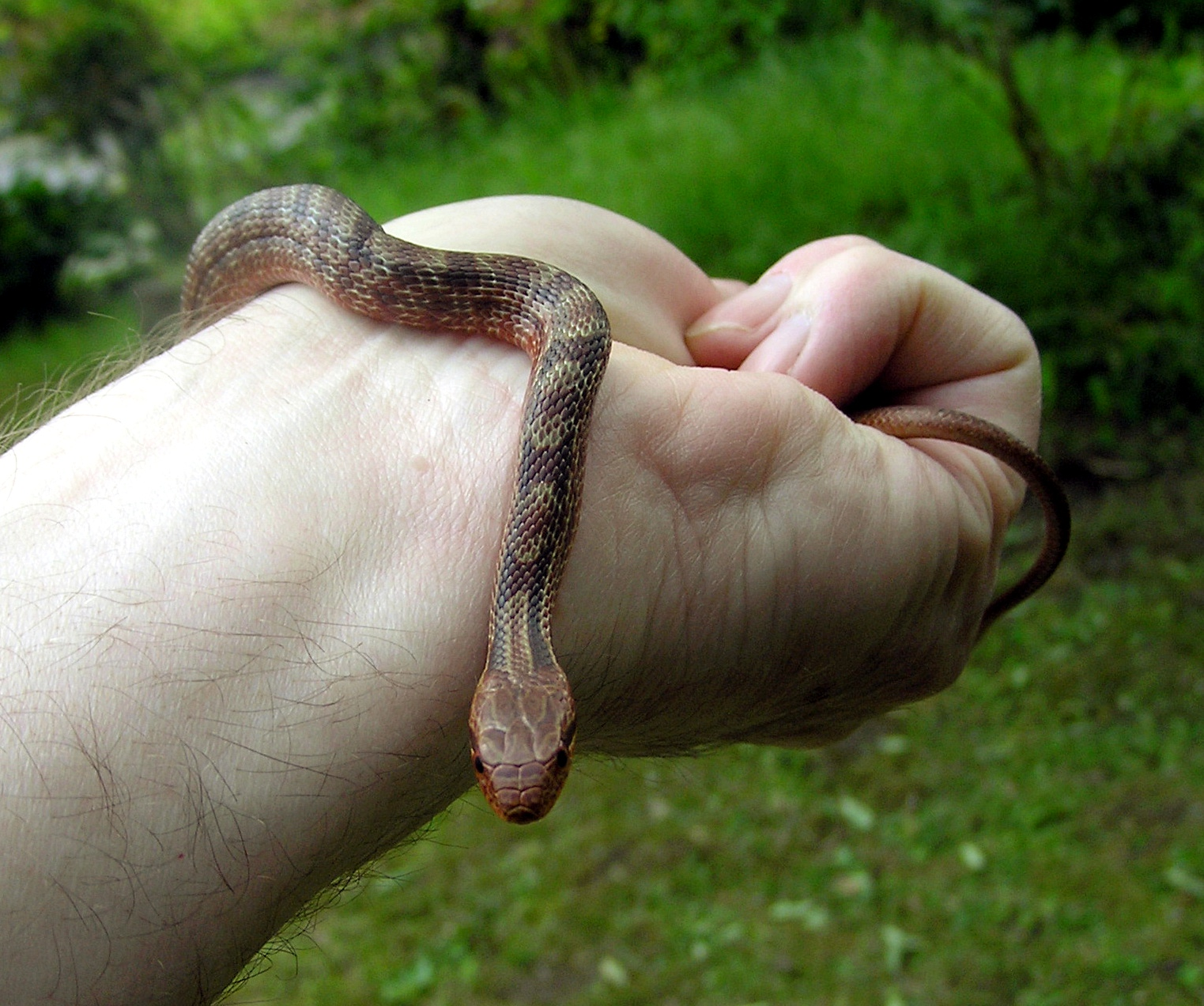
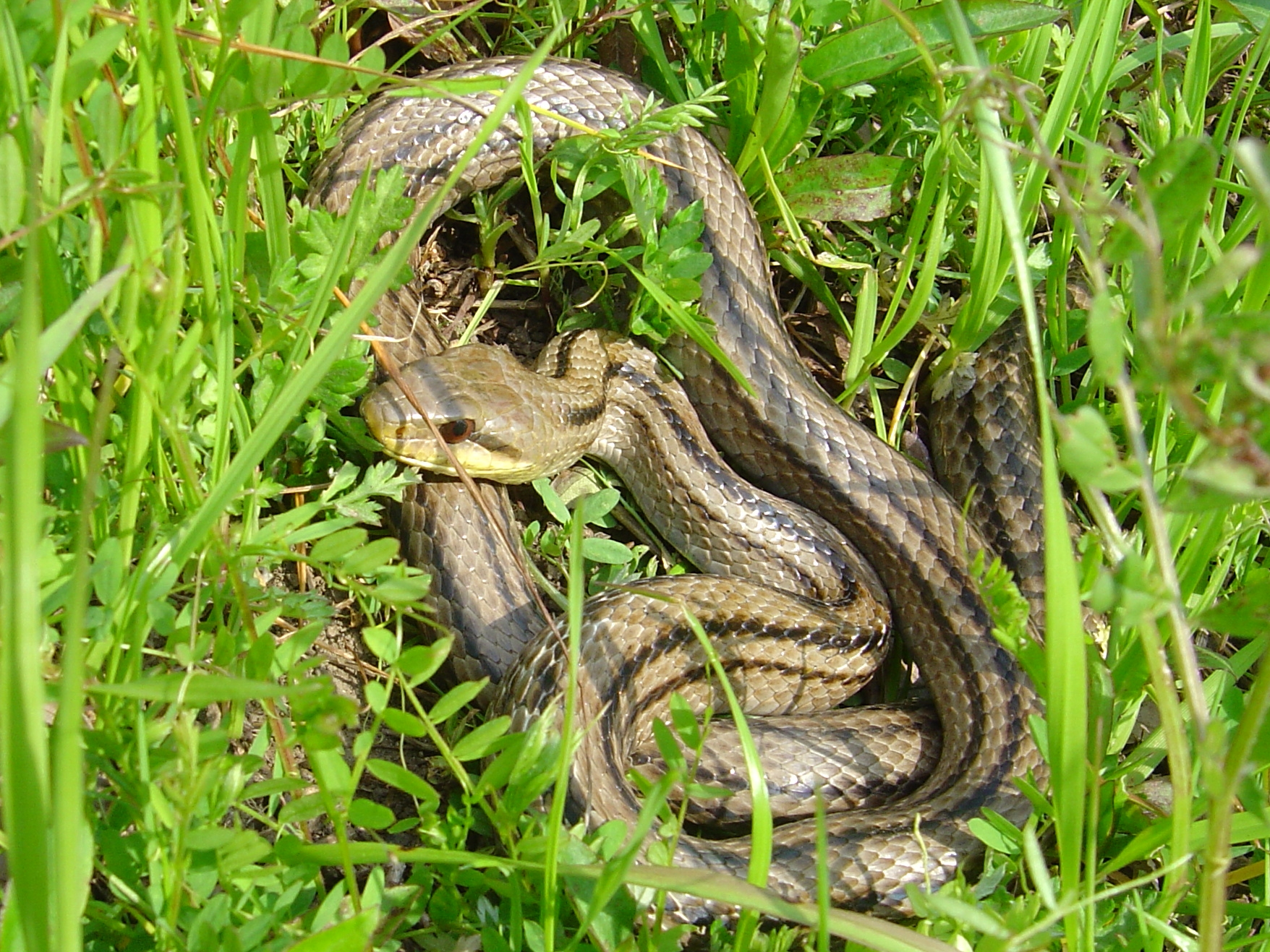
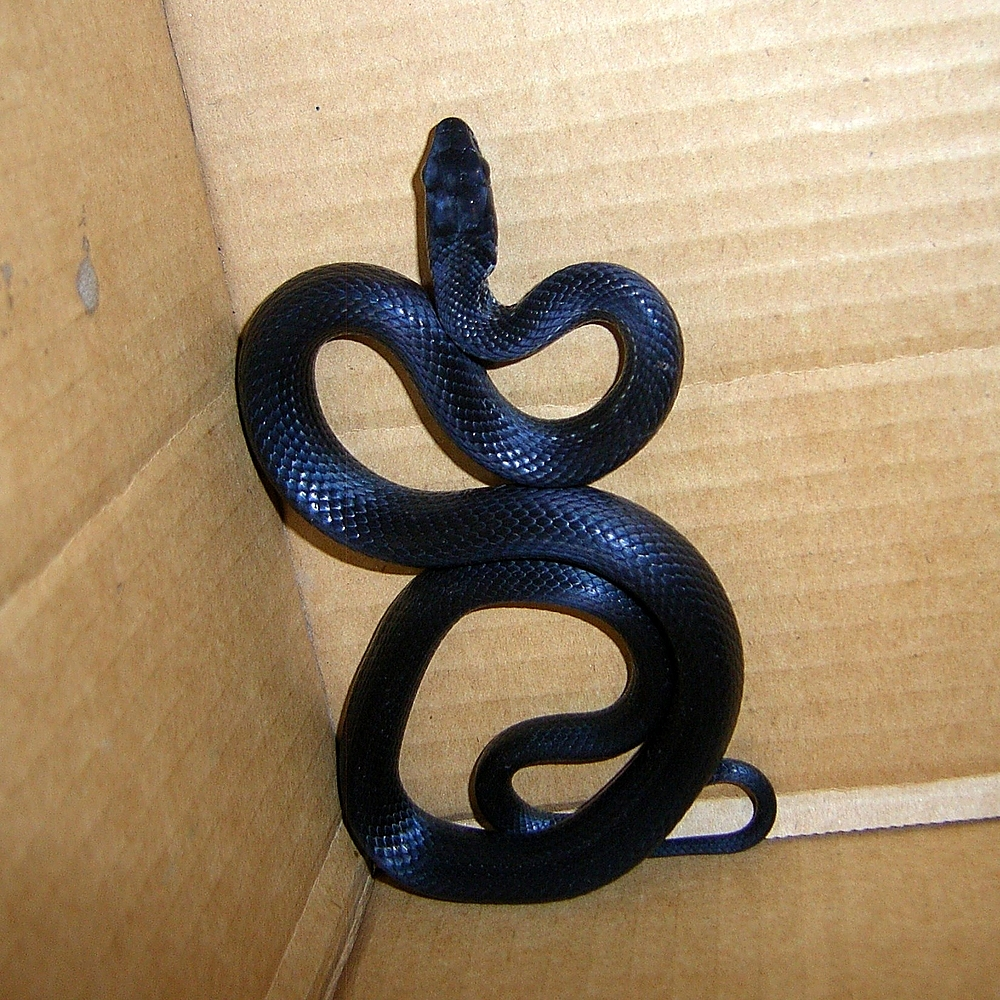
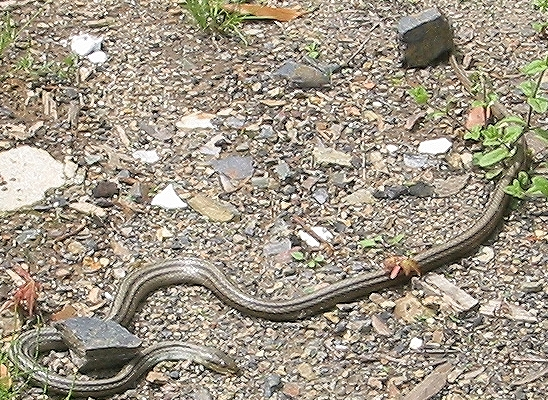